# Mauro Procaccini
Mauro Procaccini (Pesaro, 19 aprile 1961) è un ex cestista e allenatore di pallacanestro italiano.

## Carriera

### Cestista
Playmaker  di 178 cm per 72 kg, ha giocato in Serie A1 e Serie A2.
Ha debuttato diciottenne in A1 con la Scavolini Pesaro (1979-80) dove ha giocato due stagioni, si trasferisce poi in A2 a Rimini, dal 1984 è due stagioni a Brindisi e nel 1986-87 a Mestre dove sfiora ben due volte la promozione (campionato a due fasi). Gianni Asti lo porta con sé l'anno successivo in A1 a Torino. Lo ritroviamo poi nel 1989-90 sempre in A1 a Montecatini e l'anno successivo a Desio per la sua ultima stagione tra i professionisti.
Complessivamente nella sua carriera ha disputato 4 stagioni in Serie A1 (due Pesaro, una Torino ed una Montecatini) e 5 in A2, oltre che a partecipazioni nelle serie inferiori.

### Allenatore
Nel corso degli anni duemila ha allenato in Legadue maschile a Fabriano, oltre ad altre squadre nelle serie dilettantistiche come Argenta, Montichiari, Porto Torres e Ozzano. Dal 2010 allena la squadra femminile del Basket Parma. Al termine della stagione 2012-13 è stato sostituito con Francesco Iurlaro.
L'8 gennaio 2015 torna ad allenare il Lavezzini Parma, prendendo il posto di Massimo Olivieri dopo 14 giornate.
Nel 2016 per il torneo pre olimpico di Nantes viene ingaggiato dalla nazionale nigeriana femminile.
Nella stagione 2016-2017 allena la squadra cinese di Shanxi per il WCBA.
Il 17 febbraio 2017 viene assunto dal Famila Schio.